# Innovation
Innovation i private virksomheder defineres af Eurostat og OECD i Oslo manualen som introduktionen af et nyt eller væsentligt forbedret produkt (vare eller tjenesteydelser), proces, organisationsform eller markedsføringsmetode. Der skelnes således mellem fire innovationstyper: Produktinnovation, procesinnovation, organisatorisk innovation samt markedsføringsinnovation. Innovationen skal være ny (eller væsentligt forbedret) for virksomheden selv, men kan være udviklet af andre eller introduceret før af andre. 

## Dansk definition
Denne definition anvendes af Danmarks Statistik, der hvert år gennemfører surveybaserede målinger af innovationen i den private sektor. Center for Offentlig Innovation (COI) (i 2021 omdøbt til Center for Offentlig-Privat Innovation (CO-PI)), Danmarks Statistik og Dansk Center for Forskningsanalyse (CFA) ved Aarhus Universitet har i en måling af innovationen i den offentlige sektor, offentliggjort 2015, defineret offentlig innovation parallelt hermed, idet dog markedsføringsinnovation erstattes af kommunikationsinnovation. Definitionen ved målingen af den offentlige sektors innovation lyder: En ny eller væsentligt ændret måde at forbedre organisationens aktiviteter og resultater på. Det kan være nye eller væsentligt ændrede serviceydelser og produkter, arbejdsprocesser, måder at organisere arbejde på og måder at kommunikere med omverdenen på.
Innovationen i private virksomheder måles efter Oslo manualens definition og retningslinjer af de nationale statistikbureauer i alle EU-lande samt i Norge og Island. På baggrund heraf har Eurostat siden 1992 med ca. 2 års mellemrum udgivet Community Innovation Survey (CIS), der giver en international sammenligning af innovationen i private virksomheder. Der findes ingen tilsvarende international sammenligning af innovationen i den offentlige sektor, idet Danmark foreløbigt er det eneste land, der har udarbejdet en statistik over innovationen i den offentlige sektor.
Ud over den fælles internationale definition anvendt i innovationsstatistikkerne findes der i øvrigt mange andre forskellige definitioner på innovation.
Innovation anses for at være en af de afgørende drivkrafter bag vækst i produktiviteten og dermed den økonomiske vækst. Flere analyser har således vist, at innovative virksomheder er mere produktive. Af aspekter til innovationsbegrebet kan social innovation nævnes, som går ud på at være innovativ med det sociale aspekt i fokus.

## Innovation i et procesfilosofisk perspektiv
Én vej til forståelsen af innovation går gennem et procesfilosofisk perspektiv. Indenfor procesfilosofisk inspirerede analyser er erkendelsesinteressen ofte rettet mod "nye ting" og kreativitet (se evt. Gilles Deleuze). Innovation som begreb er også ofte defineret med udgangspunkt i arbejdet med at tilvejebringe noget nyt. Når procesfilosofi og innovation bruges sammen er det, fordi man gennem et procesfilosofisk perspektiv søger at realisere tilvejebringelsen af disse "nye ting".
I et procesfilosofisk perspektiv skal nye ting forstås som radikalt nye på den måde, at de som udgangspunkt endnu ikke eksisterer i vores begrebsunivers. Her kan man sondre mellem tre niveauer for væren: Aktualitet, potentialitet og virtualitet . For at tingen kan opstå som aktualitet, altså som ny ting i vores begrebsunivers, må den først eksistere som mulighed eller potentialitet, og for at tingen kan eksistere som potentialitet, må der også gå noget forud for dette, hvilket i procesfilosofien kaldes virtualitet. Aktualitet er altså de ting, vi kender, og som vi har aktualiseret i vores virkelighed og begrebsunivers. Potentialitet er mulighedsrummet, hvorfra de forskellige muligheder for nye aktualiseringer eksisterer. Virtualitet er en mere abstrakt størrelse, som ofte beskrives som et flow af materie uden fast form og struktur (se evt. wiki-artiklen om "Kroppen uden organer"). Det er dette virtuelle niveau for væren, som man i procesfilosofiske studier søger at opnå adgang til. Gennem strategisk ledelse af en sensibilitet rettet mod det virtuelle søger man altså i sidste ende at aktualisere konkrete former af nye ting. 
I forhold innovation kan man således sige, at procesfilosofien bidrager med en mulig strategi for at tilvejebringe "nye ting", gennem en abstrakt strategisk ledelse af en bestemt form for sensibilitet rettet mod et virtuelt niveau. Eller sagt på et mere hverdagsagtigt sprog, at man søger at være åben for det ukendte og ubegribelige.